# Троица-Шебол
Троица-Шебол — упразднённое село в Антроповском районе Костромской области России.

## География
Урочище находится в центральной части Костромской области, в подзоне южной тайги, на левом берегу реки Шуи, на расстоянии приблизительно 12 километров (по прямой) к юго-юго-востоку от посёлка Антропово, административного центра района.

### Климат
Климат характеризуется как умеренно континентальный, с продолжительной холодной многоснежной зимой и коротким сравнительно тёплым летом. Среднегодовая температура воздуха — 2,5 °C. Средняя температура воздуха самого холодного месяца (января) — −12,6 °C (абсолютный минимум — −38 °C); самого тёплого месяца (июля) — 18,2 °C (абсолютный максимум — 36 °С). Годовое количество атмосферных осадков — 500—550 мм, из которых большая часть выпадает в тёплый период.

## История
В «Списке населенных мест Костромской губернии по сведениям 1870-72 годов» населённый пункт упомянут как погост Фрола и Лавра (Троица что в Шебале, Фрол, Шебал) Галичского уезда, расположенный при реке Шуе, в 45 верстах от уездного города. На погосте числилось 7 дворов и проживало 43 человека (19 мужчин и 24 женщины).
В 1907 году в Троице-Шеболе, числившейся в составе Ватамоновской волости, имелось 11 дворов и проживало 37 человек.
В 1926 году село входило в состав Мало-Ивашевского сельсовета Пречистенской волости, числилось 11 дворов и 36 жителей. Упразднено не позднее 1981 года.

## Троицкая церковь
Первый однопрестольный деревянный Троицкий храм был построен в 1788 году. В 1844 году на средства прихожан был возведён новый каменный храм с колокольней и престолами во славу Пресвятой Троицы, в честь святых Флора и Лавра и преподобного Макария Унженского. В 1863 году к приходу церкви относилось 1662 человека, проживавших в 19 окрестных селениях. Закрыта в советский период и до настоящего времени не сохранилась.